# グレアム・テイラー
グレアム・テイラー OBE（英語: Graham Taylor、1944年9月15日 - 2017年1月12日）は、イングランド・ワークソップ出身の元サッカー選手でサッカー指導者。1990年から1993年にかけてイングランド代表監督を務めていた。

## 経歴
現役時代はグリムズビー・タウンFCとリンカーン・シティFCでプレーした。引退後はアストンヴィラFCなどの監督を務めた。
1990年のワールドカップ終了後にイングランド代表監督に就任した。1992年のユーロの出場権を得たが、スウェーデン戦では決勝トーナメント進出にどうしても1点が必要な場面にも関わらず、エースストライカーのゲーリー・リネカーを途中交代をさせる不可解な采配を採り、グループリーグ敗退した。1993年のワールドカップ予選では得失点差で大会出場を逃して辞任した。選手の選り好みが激しく、所属クラブで活躍していて、イングランド国内でも召集すべきであるとの声が高かったクリス・ワドルや、ピーター・ベアズリーといった選手たちを招集しなかった。